# Miłobor
Miłobor – staropolskie imię męskie, złożone z członów Miło- ("miły") i -bor (od *borti (sę), *boriti (sę) – "walczyć, zmagać się, mocować"). Mogło oznaczać "tego, który miłuje walkę". Imię to notowane jest w Polsce co najmniej od 1427 roku, przy czym notowana w 1267 roku forma Meleboritz winna być rozumiana jako Miłoborzyc, tj. "syn Miłobora". 
Niektóre możliwe staropolskie zdrobnienia: Miłowan, Miłwan, Mila (masc.), Milan, Milana (masc.), Milec, Mileczko, Milej, Milejko, Milel, Mileń, Milesz, Milesza (masc.), Milęta, Milich, Milik, Miłach, Miłacz, Miłaczek, Miłaj, Miłajek, Miłak, Miłek, Miłka (masc.), Miłko, Miłoch, Miłocien, Miłoj, Miłoń, Miłost, Miłościech, Miłościej, Miłot, Miłota (masc.), Miłuj, Miłusz, Mich, Michej, Michna (masc.), Michnik, Michno, Michol, Michola, Micholak, Michoł, Michoła, Michołak, Michoń, Michońko, Misz, Miszo, Misza (masc.), Miszak, Miszala (masc.), Miszała (masc.), Miszec, Miszej, Miszejko, Miszek, Miszko, Miszka (masc.), Miszota, Miszyna (masc.).  
Inne imiona staropolskie o pierwszym członie Mił(o)-: Miłobąd, Miłobrat, Miłochat, Miłodrog, Miłodziad, Miłogost, Miłosław, Miłorad, Miłostryj, Miłowit, Miłwit, Miłowuj.
Miłobor imieniny obchodzi 25 stycznia i 18 czerwca.